# Мандусово (Тверская область)
Мандусово — деревня в Торопецком районе Тверской области. Входит в состав Кудрявцевского сельского поселения.

## История
На топографической карте Фёдора Шуберта 1870—1915 годов обозначена деревня Мандосова. Имела 3 двора.
В списке населённых мест Торопецкого уезда Псковской губернии за 1885 год значится деревня Мандусово (другие названия Мантусово, Макзыво). Располагалась при реке Допше в 31 версте от уездного города. Имела 3 двора и 29 жителей.
На карте РККА 1923—1941 годов обозначена деревня Мандусова. Имела 4 двора.

## География
Деревня расположена в 40 километрах к западу от города Торопец. Находится на левом берегу реки Добша (на правом — центр сельского поселения — деревня Озерец).
Климат
Деревня, как и весь район, относится к умеренному поясу северного полушария и находится в области переходного климата от океанического к материковому. Лето с температурным режимом +15…+20 °С (днём +20…+25 °С), зима умеренно-морозная −10…−15 °С; при вторжении арктических воздушных масс до −30…-40 °С.
Среднегодовая скорость ветра 3,5—4,2 метра в секунду.
Часовой пояс
Деревня Мандусово, как и вся Тверская область, находится в часовой зоне МСК (московское время). Смещение применяемого времени относительно UTC составляет +3:00.

## Население
| 2010 |
| ---- |
| 18   |

Население по переписи 2002 года — 22 человека.
Национальный состав
Согласно результатам переписи 2002 года, в национальной структуре населения русские составляли 100 % от жителей.